# Sepx
Sepx es una comuna francesa situada en el departamento de Alto Garona, en la región de Occitania.

## Demografía
| 206 | 217 | 186 | 186 | 157 | 153 | 207 |
| Para los censos de 1962 a 1999 la población legal corresponde a la población sin duplicidades (Fuente: INSEE [Consultar]) |     |     |     |     |     |     |